# Puplinge

Puplinge é uma comuna suíça do Cantão de Genebra que fica entre Chêne-Bourg, Choulex e Jussy, e Alta Saboia francesa a Sudeste.
Segundo o Departamento Federal de Estatísticas Puplinge ocupa uma superfície de 2.66 km2 e com 20.8 % de terreno ocupado por habitações ou infra-estrutura, enquanto mais de 74 % é superfície agrícola. Paralelamente teve um tico de desenvolvimento habitacional nos anos 1970 quando passou a 616 a 1 732 habitantes em 1980, e tem-se mantido estacionário desde que atingiu 2086 em 2008.